# Графство Глайберг
Графството Глайберг (на немски: Grafschaft Gleiberg) е графство около замъка Глайберг в Хесен, Германия.
Още през 10 век Конрадините като графове на Лангау ползват замъка Глайберг, построен вероятно от Ото († сл. 918), брат на по-късния крал Конрад I, като крепост против Попоните.
Хериберт фон Ветерау прави замъка през 949 г. своя резиденция и основава така графството на среден Лан.

## Графове на Глайберг
1. Хериберт фон Ветерау († 992), пфалцграф, 949 граф в Кинциггау, в Енгерсгау и Ветерау, граф фон Глайберг (976) от фамилията на Конрадините[1]
  1. Гебхард († 8 ноември 1016), граф на Глайберг
  2. Ирмтруда фон Ветерау (* 972; † сл. 1015), наследничка на Глайберг, омъжена за граф Фридрих в Мозелгау († 1019) (Вигерихиди, Люксембурги)
    1. Херман I фон Глайберг (* ок. 1015; † 1062 или 1076), наследява половината графство Глайберг
      1. Херман II фон Глайберг († сл. 1095 или ок. 1104), наследник, граф на Глайберг
      2. Херман III граф фон Глайберг († пр. 1131)

    2. Гизелберт († 1056/59), 1036 граф на Салм, 1047 граф на Люксембург
      1. Конрад I († 1086), граф на Люксембург, женен ок. 1065 г. за Клеменция Аквитанска († сл. 1129), графиня на Глайберг, дъщеря на Вилхелм VII, херцог на Аквитания от род Рамнулфиди
        1. Вилхелм I († 1131), граф на Люксембург, jenen 1105 г. за Матилда или Лиутгард фон Байхлинген, дъщеря на Куно фон Нортхайм, граф на Байхлинген († 1103)
          1. Вилхелм (1131/58 доказан), граф на Глайберг, женен за Саломона (Салома) фон Изенбург, „графиня фон Гисен“
            1. Мехтилд († сл. 1203), графиня фон Гисен, омъжена за Рудолф I, пфалцграф фон Тюбинген († 1219)

          2. Конрад II (* 1106, † 1136), граф на Люксембург
            1. Ото (1142/62 доказан), граф на Глайберг

          3. Лиутгард (* 1120, † 1170), омъжена за Хенри II (* 1125, † 1211), граф на Гранпре